# Rhabdatomis melinda
Rhabdatomis melinda är en fjärilsart som beskrevs av William Schaus 1911. Rhabdatomis melinda ingår i släktet Rhabdatomis och familjen björnspinnare. Inga underarter finns listade.